# Драгун (Германия)
Драгун (нем. Dragun) — община в Германии, в земле Мекленбург-Передняя Померания.
Входит в состав района Северо-Западный Мекленбург. Подчиняется управлению Гадебуш. Население составляет 802 человека (на 31 декабря 2010 года). Занимает площадь 20,54 км².